# La Peregrina
La Peregrina är en ort i Mexiko.   Den ligger i kommunen Candelaria och delstaten Campeche, i den sydöstra delen av landet, 900 km öster om huvudstaden Mexico City. La Peregrina ligger 116 meter över havet och antalet invånare är 152.
Terrängen runt La Peregrina är platt. Runt La Peregrina är det glesbefolkat, med 11 invånare per kvadratkilometer. Närmaste större samhälle är Miguel de la Madrid, 8,3 km söder om La Peregrina. I omgivningarna runt La Peregrina växer i huvudsak städsegrön lövskog.